# Vieux, Tarn
 Vieux là một xã thuộc tỉnh Tar trong vùng Occitanie ở phía nam nước Pháp. Xã này nằm ở khu vực có độ cao trung bình 190 mét trên mực nước biển.
Thị trấn nằm ở hữu ngạn sông Vère, chảy theo hướng tây qua thị trấn.